# غمار أجرد
غمار أجرد (الاسم العلمي: Gammarus glabratus) هو نوع من المفصليات يتبع جنس الغمار من الفصيلة الغمارية.